# En ny tid är här...
En ny tid är här... är ett musikalbum av svenska rockgruppen November. Albumet släpptes sommaren 1970 på skivbolaget Sonet och blev en försäljningsframgång med 8 veckor på Kvällstoppen. Låten "Mount Everest" släpptes som singel och låg två veckor på Tio i topp-listan. Att sjunga hårdare rock på svenska var det i stort sett bara Pugh Rogefeldt som gjort innan November.

## Låtlista
1. "Mount Everest"
2. "En annan värld"
3. "Lek att du är barn igen"
4. "Sekunder (förvandlas till år)"
5. "En enkel sång om dej"
6. "Varje gång jag ser dig känns det lika skönt"
7. "Gröna blad"
8. "Åttonde"
9. "Ta ett steg i sagans land"
10. "Balett blues"

## Listplaceringar
- Kvällstoppen, Sverige: #9[1]